# Agárdy-emléklánc
Az Agárdy-emlékláncot a művész özvegye, Rácz Boriska adományozza 2006-tól minden évben férje, Agárdy Gábor emlékének áldozva.
Az emlékdíjat évente egyszer, a Pesti Magyar Színház társulatának egy arra érdemes, 40 év alatti tagja kaphatja, akit a társulat művészei titkosan megszavaznak. A díj egy Agárdy Gábort ábrázoló, a díjazott nevét is feltüntető egyedi medál, nyaklánccal.

## Díjazottak
- 2006 – Soltész Erzsébet
- 2007 – Jegercsik Csaba
- 2008 – Auksz Éva
- 2009 – Ruttkay Laura
- 2012 – Pavletits Béla
- 2013 – Tóth Sándor
- 2014 – Holecskó Orsolya[1]
- 2015 – Losonczi Kata[2]
- 2016 – Takács Géza[3]
- 2017 – Tóth Éva[4]
- 2018 – Csernus Mariann[5]
- 2019 – Rancsó Dezső[6]
- 2020 – Gémes Antos[7]
- 2021 – Szatmári Attila[8]
- 2022 – Bede-Fazekas Annamária[9]
- 2023 – Fillár István[10]
- 2024 – Barsi Márton[11]